# Вант (міфологія)
Вант, Ванф — етруська богиня, яка мешкала у світі мертвих. Вона була сполучною ланкою між людьми і потойбічним світом, своїм поглядом посилаючи людям смерть, супроводжуючи душі померлих, охороняючи їх у разі потреби і відкриваючи ворота цього світу. В її руках був смолоскип, що освітлював шлях в пекло. Вант також судила мерців за їхні справи на землі . Вона часто зображувалася з сувоєм або диптихом в руці, іншими її атрибутами були ключ і меч. Вант, на відміну від загрозливого Хару, зображується як доброзичлива по відношенню до покійних богиня.